# 米友仁

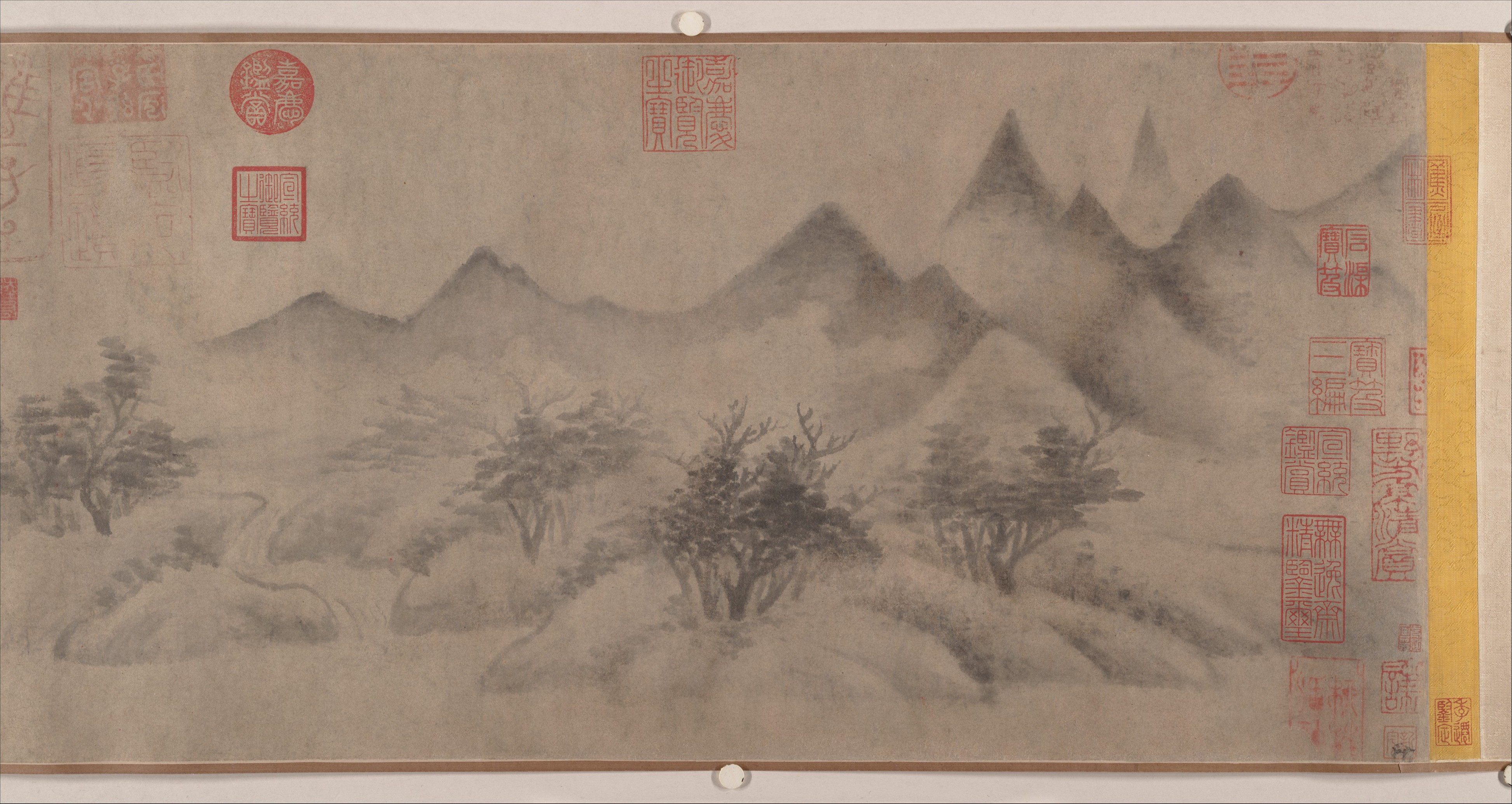
米友仁作《雲山図卷》メトロポリタン美術館蔵

米 友仁（べい ゆうじん、1074年 - 1153年）は、北宋末・南宋初の書家・画家・官僚。幼名は寅哥。字は元暉（げんき）。号は海嶽後人（かいがくこうじん）、晩年は懶拙老人（らんせつろうじん）と号した。潤州（現在の江蘇省鎮江市）の人。父の米芾を大米、友仁は小米と称される。

## 来歴
幼い頃から学問に努め、書画をよくし、書画ともに父からの影響が強い。書は父の特徴をよく伝え、父には及ばないが風格がある。画も父に倣ったと伝えられるが、米芾の絵は簡単な珊瑚筆架の素描1点しか残っていないため、むしろ少数ながら伝世されている米友仁の絵から米芾の画風が推し測られている。米友仁の画の様式は米法山水と呼ばれる。米芾、米友仁親子により創り出された山水画様式だと言われ、数点現存している。水墨山水画が得意で、作品の多くは長江以南地区でよく見かける風景を描き、技法の面では五代時期の画家董源や巨然の画風を多く参考にし受け継ぐが、新たな分野も切り拓いた。米友仁は水と墨が溶け合い渾然一体となることを十分に利用し、朦朧とした天地を表すことを得意とした。米友仁の絵画技術は自然に対する感受性の反映であり、大自然を全体的に作品の中に濃縮し、山水雲海によって胸中に持つインスピレーションと気韻を発揮したので、自らの画風の変化も技術革新の必要から出たものであり深い感受から直接来たものである。
北宋滅亡のあとの金宋戦争の影響で各地を放浪し、後に地方官を歴任したあと工部侍郎、敷文閣直学士となり、高宗皇帝のコレクションの鑑定を行った。米友仁の署名や跋が高宗皇帝のコレクションだった書画に屡々残っている。

## 作品
- 『動止持福帖』（どうしじふくじょう）（北京故宮博物院）
- 『文字帖』（台北国立故宮博物院　故-書-000239-00013）
- 『瀟湘奇観図自跋』（北京故宮博物院）
- 『瀟湘図巻』（紹興5年・1135年以前か）（上海博物館）
- 『雲山図巻』（メトロポリタン美術館　Accession Number: 1973.121.1）
- 『遠岫晴雲図』（紹興4年・1134年）（大阪市立美術館）